# Bitwa pod Uniowem i starcie w Pniatyniu
Bitwa pod Uniowem i starcie w Pniatyniu – starcia zbrojne stoczone pomiędzy Ukraińską Powstańczą Armią a radzieckimi oddziałami NKWD 30 września 1944 roku w pobliżu miejscowości Uniów i w Pniatyniu.
W końcu września 1944 r. Sowieci otrzymali informację o pobycie osiem km na północny wschód od Przemyślan silnego oddziału UPA. By go zlikwidować, skierowano w ten rejon pododdziały 19 Brygady, liczące ok. 450 żołnierzy, dowodzone przez ppłk. Bromberga. Informacje były prawdziwe. We wskazanym rejonie stacjonował kureń UPA, dowodzony przez „Jastruba”. Ukraiński wywiad doniósł co prawda o koncentracji Sowietów, ale myślano, że to tylko obława na wioskę.
30 września 1944 wczesnym rankiem „Jastrub” wysłał dwie grupy partyzantów, każda w sile dwóch czot, w celu przeprowadzenia rozpoznania terenu i ewentualnego zorganizowania zasadzek na enkawudystów. Pierwsza grupa nie wzięła udziału w boju i dołączyła do oddziału wieczorem. Druga, kierowana przez sotennego „Czarnoho” natrafiła ok. godz. 9 na północny zachód od Uniowa na tyralierę sowiecką. Doszło do strzelaniny. „Czornyj” wycofał się na linię posterunków partyzanckich, gdzie został wsparty przez dwie czoty z sotni „Siromanci”. Równocześnie cały kureń zajął obronę okrężną. Zacięte walki trwały do zmierzchu. Od godz. 9.00 do 23.00 Sowieci przeprowadzili ponad dwadzieścia ataków, które odparto. Partyzanci kilkanaście razy kontratakowali.
Nocą, mimo uszczelnienia linii okrążenia, upowcy podzieleni na małe grupy „przesiąkli” poprzez zaciskające się kleszcze i odeszli w kierunku Pniatynia. NKWD wysłał w pościg pięćdziesięcioosobową grupę, wspartą przez cztery czołgi. Sowieci dogonili partyzantów w Pniatyniu w chwili, gdy ci odpoczywali i gotowali strawę. Czołgi ostrzelały pozycję UPA, zadając Ukraińcom kolejne bolesne straty. Natarcie sowieckie zatrzymał „Jastrub” osobiście uszkadzając z rusznicy ppanc. jeden z czołgów.
Według danych sowieckich partyzanci mieli stracić 165 zabitych i piętnastu wziętych do niewoli. NKWD miał sześciu zabitych i 32 rannych. Sowieci zdobyli dwie rusznice ppanc., kaem, pięć rkm, 31 karabinów. Partyzanci przyznali się do straty siedemnastu zabitych i 25 rannych pod Uniowem i siedmiu zabitych oraz ośmiu rannych w Pniatyniu. Ich zdaniem Sowieci mieli 170 zabitych i 120 rannych lub nawet 303 samych zabitych. Jak się wydaje, prawdziwe w sprawozdaniach obu stron były dane o stratach własnych.
Sotnia „Siromanci” odpowiada za liczne zbrodnie na polskiej ludności cywilnej.